# Cnemidophorus
Cnemidophorus – rodzaj jaszczurek z rodziny tejowatych (Teiidae).

## Występowanie
Ameryka Południowa (Kolumbia, Wenezuela, region Gujana, Brazylia), Ameryka Centralna, Małe Antyle. C. lemniscatus został introdukowany na Florydzie.

## Charakterystyka
Mają dobrze rozwinięte kończyny, szybko i sprawnie biegają. Czasem w czasie biegu unoszą się na dwóch nogach. Niektóre gatunki rozmnażają się partenogenetycznie – bez udziału samców.

## Systematyka

### Etymologia
Cnemidophorus: gr. κνημις knēmis, κνημιδος knēmidos „nagolennik”; -φορος -phoros „noszenie”, od φερω pherō „nosić”.

### Podział systematyczny
Do rodzaju należą następujące gatunki:

- Cnemidophorus arenivagus Markezich, Cole & Dessauer, 1997
- Cnemidophorus arubensis Lidth de Jeude, 1887
- Cnemidophorus cryptus Cole & Dessauer, 1993
- Cnemidophorus duellmani McCranie & Hedges, 2013
- Cnemidophorus espeuti Boulenger, 1885
- Cnemidophorus flavissimus Ugueto, Harvey & Rivas, 2010
- Cnemidophorus gaigei Ruthven, 1915
- Cnemidophorus gramivagus McCrystal & Dixon, 1987
- Cnemidophorus lemniscatus (Linnaeus, 1758) – rychlik nadbrzeżny
- Cnemidophorus leucopsammus Ugueto & Harvey, 2010
- Cnemidophorus murinus (Laurenti, 1768)
- Cnemidophorus nigricolor Peters, 1873
- Cnemidophorus pseudolemniscatus Cole & Dessauer, 1993
- Cnemidophorus rostralis Ugueto & Harvey, 2010
- Cnemidophorus ruatanus Barbour, 1928
- Cnemidophorus ruthveni Burt, 1935
- Cnemidophorus senectus Ugueto, Harvey & Rivas, 2010
- Cnemidophorus splendidus Markezich, Cole & Dessauer, 1997
- Cnemidophorus vanzoi (Baskin & Williams, 1966)